# Nobelova nagrada za kemiju
Nobelova nagrada za kemiju (švedski: Nobelpriset i kemi) je godišnja nagrada Švedske akademije znanosti znanstvenicima kemičarima. To je jedna od pet Nobelovih nagrada ustanovljenih oporukom Alfreda Nobela iz 1895. godine, a koje se dodjeljuju za izuzetne doprinose u kemiji, fizici, književnosti, fiziologiji ili medicini te za doprinos svjetskom miru.
Prvu je Nobelovu nagradu za kemiju 1901. dobio nizozemski kemičar Jacobus Henricus van 't Hoff, "za otkriće zakona kemijske dinamike i osmotskog tlaka u otopinama".  Nagrada se tradicionalno dodjeljuje u Stockholmu na godišnjicu Nobelove smrti, 10. prosinca.

## Popis dobitnika Nobelove nagrade za kemiju od 1901. do danas
| Godina | Slika            | Dobitnik                                            | Država                             | Razlog |
| ------ | ---------------- | --------------------------------------------------- | ---------------------------------- | --- |
| 1901.  |                  | Jacobus Henricus van 't Hoff                        | Nizozemska                         | "za otkriće zakona kemijske dinamike i osmotskog tlaka u otopinama"                                                 |
| 1902.  |                  | Hermann Emil Fischer                                | Njemačka                           | "za rad na sintezama šećera i purina"                                                                               |
| 1903.  |                  | Svante August Arrhenius                             | Švedska                            | "za elektrolitnu teoriju disocijacije (vidjeti ion)"                                                                |
| 1904.  |                  | Sir William Ramsay                                  | Ujedinjeno Kraljevstvo             | "za otkriće inertnih plinova u zraku"                                                                               |
| 1905.  |                  | Johann Friedrich Wilhelm Adolf von Baeyer           | Njemačka                           | "za rad na organskim bojama i hidroaromatskim spojevima"                                                            |
| 1906.  |                  | Henri Moissan                                       | Francuska                          | "za istraživanje i izoliranje elementa fluora i za električnu peć nazvanu po njemu (Moissanova električna peć)      |
| 1907.  |                  | Eduard Buchner                                      | Njemačka                           | "za biokemijsko istraživanje i otkriće stanične slobodne fermantacije"                                              |
| 1908.  |                  | Sir Ernest Rutherford                               | Ujedinjeno Kraljevstvo Novi Zeland | "za njegovo istraživanje na polju dezintegracije kemijskih elemenata i kemiju radioaktivnih supstanci"              |
| 1909.  |                  | Wilhelm Ostwald                                     | Njemačka                           | "za njegov rad na katalizi i istraživanje kemijske ravnoteže i brzine kemijskih reakcija"                           |
| 1910.  |                  | Otto Wallach                                        | Njemačka                           | "za rad na polju alicikličkih spojeva"                                                                              |
| 1911.  |                  | Marie Sklodowska-Curie                              | Poljska Francuska                  | "zbog otkrića kemijskih elemenata radija i polonija te njezinog proučavanja radija"                                 |
| 1912.  |                  | François Auguste Victor Grignard                    | Francuska                          | "za otkriće Grignardovog reagenta"                                                                                  |
| 1912.  |                  | Paul Sabatier                                       | Francuska                          | "za njegovu metodu hidrogenacije organskih spojeva"                                                                 |
| 1913.  |                  | Alfred Werner                                       | Švicarska                          | "za rad na polju povezivanja atoma u molekule"                                                                      |
| 1914.  |                  | Theodore William Richards                           | SAD                                | "za njegovo određivanje atomske mase velikog broja elemenata"                                                       |
| 1915.  |                  | Richard Martin Willstätter                          | Njemačka                           | "za istraživanje biljnih pigmenata"                                                                                 |
| 1916.  | Nije dodijeljena | Nije dodijeljena                                    | Nije dodijeljena                   | Nije dodijeljena |
| 1917.  | Nije dodijeljena | Nije dodijeljena                                    | Nije dodijeljena                   | Nije dodijeljena |
| 1918.  |                  | Fritz Haber                                         | Njemačka                           | "za sintezu amonijaka"                                                                                              |
| 1919.  | Nije dodijeljena | Nije dodijeljena                                    | Nije dodijeljena                   | Nije dodijeljena |
| 1920.  |                  | Walther Hermann Nernst                              | Njemačka                           | "za rad na području termodinamike"                                                                                  |
| 1921.  |                  | Frederick Soddy                                     | Ujedinjeno Kraljevstvo             | "za rad ne području kemije radioaktivnih supstanci i istraživanju izotopa"                                          |
| 1922.  |                  | Francis William Aston                               | Ujedinjeno Kraljevstvo             | "za otkriće izotopa kod velikog broja ne-radioaktivnih elemenata i za njegovo cjelobrojno pravilo                   |
| 1923.  |                  | Fritz Pregl                                         | Austrija Slovenija                 | "za izum metode mikoranalize organskih spojeva"                                                                     |
| 1924.  | Nije dodijeljena | Nije dodijeljena                                    | Nije dodijeljena                   | Nije dodijeljena |
| 1925.  |                  | Richard Adolf Zsigmondy                             | Austrija Mađarska                  | "za njegovu demonstraciju heterogene prirode koloidnih otopina i korištenih metoda"                                 |
| 1926.  |                  | Theodor H. E. Svedberg                              | Švedska                            | "za rad disperznim sustavima"                                                                                       |
| 1927.  |                  | Heinrich Otto Wieland                               | Njemačka                           | "za njegovo istraživanje žučnih kiselina i s njima povezanih tvari"                                                 |
| 1928.  |                  | Adolf Otto Reinhold Windaus                         | Njemačka                           | "za proučavanje sterola i njihove veze s vitaminima"                                                                |
| 1929.  |                  | Arthur Harden                                       | Ujedinjeno Kraljevstvo             | "za istraživanje fermetacije šećera i enzima fermentacije"                                                          |
| 1929.  |                  | Hans Karl August Simon von Euler-Chelpin            | Njemačka Švedska                   | "za istraživanje fermetacije šećera i enzima fermentacije"                                                          |
| 1930.  |                  | Hans Fischer                                        | Njemačka                           | "za njegovo istraživanje hemina i klorofila"                                                                        |
| 1931.  |                  | Carl Bosch                                          | Njemačka                           | "za njihov doprinos kemijskim visokotlačnim metodama"                                                               |
| 1931.  |                  | Friedrich Bergius                                   | Njemačka                           | "za njihov doprinos kemijskim visokotlačnim metodama"                                                               |
| 1932.  |                  | Irving Langmuir                                     | SAD                                | "za rad u površinskoj kemiji"                                                                                       |
| 1933.  | Nije dodijeljena | Nije dodijeljena                                    | Nije dodijeljena                   | Nije dodijeljena |
| 1934.  |                  | Harold Clayton Urey                                 | SAD                                | "za otkriće teškog vodika"                                                                                          |
| 1935.  |                  | Frédéric Joliot-Curie                               | Francuska                          | "za sintezu novih radioaktivnih elemenata"                                                                          |
| 1935.  |                  | Irène Joliot-Curie                                  | Francuska                          | "za sintezu novih radioaktivnih elemenata"                                                                          |
| 1936.  |                  | Petrus (Peter) Josephus Wilhelmus Debye             | Nizozemska SAD                     | "za rad na molekularnoj strukturi kroz istraživanje dipolnih momenata i difrakciju X-zraka i elektrona u plinovima" |
| 1937.  |                  | Walter Norman Haworth                               | Ujedinjeno Kraljevstvo             | "za rad na ugljikovodicima i vitaminu C"                                                                            |
| 1937.  |                  | Paul Karrer                                         | Švicarska                          | "za rad na karotenoidima, flavinima i vitaminima A i B2"                                                            |
| 1938.  |                  | Richard Kuhn                                        | Austrija Njemačka                  | "za rad na karotenoidima i vitaminima"                                                                              |
| 1939.  |                  | Adolf Friedrich Johann Butenandt                    | Njemačka                           | "za rad sa seksualnim hormonima"                                                                                    |
| 1939.  |                  | Lavoslav (Leopold) Ružička                          | Hrvatska Švicarska                 | "za rad na polimetilenima i višim terpenima"                                                                        |
| 1940.  | Nije dodijeljena | Nije dodijeljena                                    | Nije dodijeljena                   | Nije dodijeljena |
| 1941.  | Nije dodijeljena | Nije dodijeljena                                    | Nije dodijeljena                   | Nije dodijeljena |
| 1942.  | Nije dodijeljena | Nije dodijeljena                                    | Nije dodijeljena                   | Nije dodijeljena |
| 1943.  |                  | George Hevesy                                       | Mađarska                           | "za rad na upotrebi izotopa kao radioaktivnih pratitelja da bi se proučile kemijske reakcije"                       |
| 1944.  |                  | Otto Hahn                                           | Njemačka                           | "za otkriće nuklearne fisije teške atomske jezgre"                                                                  |
| 1945.  |                  | Artturi Ilmari Virtanen                             | Finska                             | "za studiju u agrikulturi i prehrambenoj kemiji"                                                                    |
| 1946.  |                  | James Batcheller Sumner                             | SAD                                | "za otkriće da enzimi mogu biti kristalizirani"                                                                     |
| 1946.  |                  | John Howard Northrop                                | SAD                                | "za pripravu enzima i virusnih proteina u čistoj formi"                                                             |
| 1946.  |                  | Wendell Meredith Stanley                            | SAD                                | "za pripravu enzima i virusnih proteina u čistoj formi"                                                             |
| 1947.  |                  | Sir Robert Robinson                                 | Ujedinjeno Kraljevstvo             | "za istraživanje biljnih produkata, posebice alkaloida"                                                             |
| 1948.  |                  | Arne Wilhelm Kaurin Tiselius                        | Švedska                            | "za istraživanje elektroforeze i adsorpcijske analize"                                                              |
| 1949.  |                  | William Francis Giauque                             | Kanada SAD                         | "za doprinose u području kemijske termodinamike"                                                                    |
| 1950.  |                  | Otto Paul Hermann Diels                             | Zapadna Njemačka                   | "za njihovo otkriće i razvoj sinteze diena - Diels - Alderova reakcija"                                             |
| 1950.  |                  | Kurt Alder                                          | Zapadna Njemačka                   | "za njihovo otkriće i razvoj sinteze diena - Diels - Alderova reakcija"                                             |
| 1951.  |                  | Edwin Mattison McMillan                             | SAD                                | "za otkrića u kemiji transuranijskih elemenata"                                                                     |
| 1951.  |                  | Glenn Theodore Seaborg                              | SAD                                | "za otkrića u kemiji transuranijskih elemenata"                                                                     |
| 1952.  |                  | Archer John Porter Martin                           | Ujedinjeno Kraljevstvo             | "za njihovu intervenciju raspodjele kromatografije"                                                                 |
| 1952.  |                  | Richard Laurence Millington Synge                   | Ujedinjeno Kraljevstvo             | "za njihovu intervenciju raspodjele kromatografije"                                                                 |
| 1953.  |                  | Hermann Staudinger                                  | Zapadna Njemačka                   | "za otkriće u području makromolekularne kemije"                                                                     |
| 1954.  |                  | Linus Carl Pauling                                  | SAD                                | "za proučavanje prirode kemijske veze"                                                                              |
| 1955.  |                  | Vincent du Vigneaud                                 | SAD                                | "za rad na sumpornim spojevima, naročito prve sinteze polipeptida"                                                  |
| 1956.  |                  | Sir Cyril Norman Hinshelwood                        | Ujedinjeno Kraljevstvo             | "za istraživanje mehanizma kemijskih reakcija"                                                                      |
| 1956.  |                  | Nikolaj Nikolajevič Semjonov                        | SSSR                               | "za istraživanje mehanizma kemijskih reakcija"                                                                      |
| 1957.  |                  | Alexander Robertus Todd, barun Todd od Trumpingtona | Ujedinjeno Kraljevstvo             | "za rad na nukleotidima i koenzimima nukleotida"                                                                    |
| 1958.  |                  | Frederick Sanger                                    | Ujedinjeno Kraljevstvo             | "za rad na strukturi proteina, posebice inzulina"                                                                   |
| 1959.  |                  | Jaroslav Heyrovský                                  | Čehoslovačka                       | "za otkriće i razvoj polarografičke metode analize"                                                                 |
| 1960.  |                  | Willard Frank Libby                                 | SAD                                | "za metodu korištenja ugljika-14 za određivanje starosti"                                                           |
| 1961.  |                  | Melvin Calvin                                       | SAD                                | "za proučavanje asimilacije ugljik-dioksida u biljkama"                                                             |
| 1962.  |                  | Max Ferdinand Perutz                                | Austrija Ujedinjeno Kraljevstvo    | "za njihove studije struktura globularnih proteina"                                                                 |
| 1962.  |                  | John Cowdery Kendrew                                | Ujedinjeno Kraljevstvo             | "za njihove studije struktura globularnih proteina"                                                                 |
| 1963.  |                  | Karl Ziegler                                        | Zapadna Njemačka                   | "za otkrića koja se odnose na visoke polimere"                                                                      |
| 1963.  |                  | Giulio Natta                                        | Italija                            | "za otkrića koja se odnose na visoke polimere"                                                                      |
| 1964.  |                  | Dorothy Crowfoot Hodgkin                            | Ujedinjeno Kraljevstvo             | "za njezine odrednice tehnika gama-zraka struktura važnih biokemijskih substanca"                                   |
| 1965.  |                  | Robert Burns Woodward                               | SAD                                | "za postignuće u organskoj sintezi"                                                                                 |
| 1966.  |                  | Robert Mulliken                                     | SAD                                | "za rad u svezi kemijskih veza i elektronske strukture molekula"                                                    |
| 1967.  |                  | Manfred Eigen                                       | Zapadna Njemačka                   | "za studije o izrazito brzim kemijskim reakcijama"                                                                  |
| 1967.  |                  | Ronald George Wreyford Norrish                      | Ujedinjeno Kraljevstvo             | "za studije o izrazito brzim kemijskim reakcijama"                                                                  |
| 1967.  |                  | George Porter                                       | Ujedinjeno Kraljevstvo             | "za studije o izrazito brzim kemijskim reakcijama"                                                                  |
| 1968.  |                  | Lars Onsager                                        | Norveška SAD                       | "za otkriće obostranih relacija"                                                                                    |
| 1969.  |                  | Derek Harold Richard Barton                         | Ujedinjeno Kraljevstvo             | "za njihove doprinose razvoju koncepata uobličenja"                                                                 |
| 1969.  |                  | Odd Hassel                                          | Norveška                           | "za njihove doprinose razvoju koncepata uobličenja"                                                                 |
| 1970.  |                  | Luis Federico Leloir                                | Argentina                          | "za otkriće nukleotida šećera i njihovu ulogu u biosintezi ugljikovodika"                                           |
| 1971.  |                  | Gerhard Herzberg                                    | Njemačka Kanada                    | "za doprinose o elektronskoj strukturi i geometriji molekula, naročito slobodnih radikala"                          |
| 1972.  |                  | Christian Boehmer Anfinsen, Jr.                     | SAD                                | "za rad na ribonukleazi"                                                                                            |
| 1972.  |                  | Stanford Moore                                      | SAD                                | "za doprinos razumijevanju veze između kemijske strukture i katalitičke aktivnosti molekule ribonukleaze"           |
| 1972.  |                  | William Howard Stein                                | SAD                                | "za doprinos razumijevanju veze između kemijske strukture i katalitičke aktivnosti molekule ribonukleaze"           |
| 1973.  |                  | Ernst Otto Fischer                                  | Zapadna Njemačka                   | "za rad na kemiji organometaličkih spojeva"                                                                         |
| 1973.  |                  | Geoffrey Wilkinson                                  | Ujedinjeno Kraljevstvo             | "za rad na kemiji organometaličkih spojeva"                                                                         |
| 1974.  |                  | Paul John Flory                                     | SAD                                | "za temeljni rad, teoretski i eeksperimentalni, u fizikalnoj kemiji makromolekula"                                  |
| 1975.  |                  | John Warcup Cornforth                               | Australija Ujedinjeno Kraljevstvo  | "za rad na stereokemiji enzimsko-kataliziranih reakcija"                                                            |
| 1975.  |                  | Vladimir Prelog                                     | Hrvatska Švicarska                 | "za proučavanje stereokemije organskih molekula i reakcija"                                                         |
| 1976.  |                  | William Nunn Lipscomb, Jr.                          | SAD                                | "za proučavanje strukture borovodika"                                                                               |
| 1977.  |                  | Ilya Prigogine                                      | Belgija                            | "za doprinos neuravnoteženoj termodinamici"                                                                         |
| 1978.  |                  | Peter Dennis Mitchell                               | Ujedinjeno Kraljevstvo             | "za formulaciju kemiosmotske teorije"                                                                               |
| 1979.  |                  | Herbert Charles Brown                               | SAD                                | "za razvitak korištenja spojeva bora i fosfora kao reagensa u organskoj sintezi"                                    |
| 1979.  |                  | Georg Wittig                                        | Zapadna Njemačka                   | "za razvitak korištenja spojeva bora i fosfora kao reagensa u organskoj sintezi"                                    |
| 1980.  |                  | Paul Berg                                           | SAD                                | "za temeljne studije u biokemiji nukleinskih kiselina, naročito promatrajući rekombinaciju DNK"                     |
| 1980.  |                  | Walter Gilbert                                      | SAD                                | "za doprinose u svezi određivanja DNK sekvenci u nukleinskim kiselinama"                                            |
| 1980.  |                  | Frederick Sanger                                    | Ujedinjeno Kraljevstvo             | "za doprinose u svezi određivanja DNK sekvenci u nukleinskim kiselinama"                                            |
| 1981.  |                  | Kenichi Fukui                                       | Japan                              | "za teorije u svezi tijeka kemijskih reakcija"                                                                      |
| 1981.  |                  | Roald Hoffmann                                      | SAD                                | "za teorije u svezi tijeka kemijskih reakcija"                                                                      |
| 1982.  |                  | Aaron Klug                                          | JAR Ujedinjeno Kraljevstvo         | "za njegov razvoj kristalografije elektronske mikroskopije"                                                         |
| 1983.  |                  | Henry Taube                                         | Kanada SAD                         | "za rad na mehanizmima reakcija elektronskog transfera"                                                             |
| 1984.  |                  | Robert Bruce Merrifield                             | SAD                                | "za njegov razvoj metodologije za kemijsku sintezu na čvrstom kalupu"                                               |
| 1985.  |                  | Herbert Aaron Hauptman                              | SAD                                | "za njihove postignuća u razvijanju kristalografije za određivanje kristalnih struktura"                            |
| 1985.  |                  | Jerome Karle                                        | SAD                                | "za njihove postignuća u razvijanju kristalografije za određivanje kristalnih struktura"                            |
| 1986.  |                  | Dudley Robert Herschbach                            | SAD                                | "za doprinose u svezi dinamika elementarih kemijskih procesa"                                                       |
| 1986.  |                  | Yuan Tseh Lee                                       | Republika Kina SAD                 | "za doprinose u svezi dinamika elementarih kemijskih procesa"                                                       |
| 1986.  |                  | John Charles Polanyi                                | Kanada                             | "za doprinose u svezi dinamika elementarih kemijskih procesa"                                                       |
| 1987.  |                  | Donald James Cram                                   | SAD                                | "za njhov razvoj i korištenje molekula sa strukturno-specifičnim interakcijama visoke selektivnosti"                |
| 1987.  |                  | Jean-Marie Lehn                                     | Francuska                          | "za njhov razvoj i korištenje molekula sa strukturno-specifičnim interakcijama visoke selektivnosti"                |
| 1987.  |                  | Charles John Pedersen                               | SAD                                | "za njhov razvoj i korištenje molekula sa strukturno-specifičnim interakcijama visoke selektivnosti"                |
| 1988.  |                  | Johann Deisenhofer                                  | Zapadna Njemačka SAD               | "za njihovu determinaciju tro-dimenzionalne strukture centra fotosinteske reakcije"                                 |
| 1988.  |                  | Robert Huber                                        | Zapadna Njemačka                   | "za njihovu determinaciju tro-dimenzionalne strukture centra fotosinteske reakcije"                                 |
| 1988.  |                  | Hartmut Michel                                      | Zapadna Njemačka                   | "za njihovu determinaciju tro-dimenzionalne strukture centra fotosinteske reakcije"                                 |
| 1989.  |                  | Sidney Altman                                       | Kanada SAD                         | "za otkriće katalitičkih značajki RNK"                                                                              |
| 1989.  |                  | Thomas Robert Cech                                  | SAD                                | "za otkriće katalitičkih značajki RNK"                                                                              |
| 1990.  |                  | Elias James Corey                                   | SAD                                | "za njegov razvoj teorije i metodologije organske sinteze"                                                          |
| 1991.  |                  | Richard Robert Ernst                                | Švicarska                          | "za njegove doprinose razvoju visoke rezolucije nuklearno-magnetske rezonance (NMR) spektroskopije"                 |
| 1992.  |                  | Rudolph Arthur Marcus                               | Kanada SAD                         | "za njegove doprinose teoriji reakcija elektronskog transfera u kemijskim sistemima"                                |
| 1993.  |                  | Kary Banks Mullis                                   | SAD                                | "za doprinose razvoju metoda kemije bazirane na DNK"                                                                |
| 1993.  |                  | Michael Smith                                       | Ujedinjeno Kraljevstvo Kanada      | "za doprinose razvoju metoda kemije bazirane na DNK"                                                                |
| 1994.  |                  | George Andrew Olah                                  | Mađarska SAD                       | "za njegov doprinos karbokatonskoj kemiji"                                                                          |
| 1995.  |                  | Paul Jozef Crutzen                                  | Nizozemska                         | "za njihov rad u atmosferskoj kemiji, u konkretnoj ozonskoj depleciji"                                              |
| 1995.  |                  | José Mario Molina-Pasquel Henríquez                 | Meksiko SAD                        | "za njihov rad u atmosferskoj kemiji, u konkretnoj ozonskoj depleciji"                                              |
| 1995.  |                  | Frank Sherwood Rowland                              | SAD                                | "za njihov rad u atmosferskoj kemiji, u konkretnoj ozonskoj depleciji"                                              |
| 1996.  |                  | Robert Floyd Curl, Jr.                              | SAD                                | "za njihovo istraživanje o fulerenima"                                                                              |
| 1996.  |                  | Sir Harold Walter Kroto                             | Ujedinjeno Kraljevstvo             | "za njihovo istraživanje o fulerenima"                                                                              |
| 1996.  |                  | Richard Errett Smalley                              | SAD                                | "za njihovo istraživanje o fulerenima"                                                                              |
| 1997.  |                  | Paul Delos Boyer                                    | SAD                                | "za njihovu elucidaciju enzimskog mehanizma temeljne sinteze adenozin trifosfata (ATP-a)"                           |
| 1997.  |                  | John Ernest Walker                                  | Ujedinjeno Kraljevstvo             | "za njihovu elucidaciju enzimskog mehanizma temeljne sinteze adenozin trifosfata (ATP-a)"                           |
| 1997.  |                  | Jens Christian Skou                                 | Danska                             | "za otkriće ionsko-transportnog enzima, Na+K+-ATPase"                                                               |
| 1998.  |                  | Walter Kohn                                         | SAD                                | "za negov razvoj teorije funkcionalne zbijenosti"                                                                   |
| 1998.  |                  | John Anthony Pople                                  | Ujedinjeno Kraljevstvo             | "za njegovo istraživanje i razvoj računske metode u kvantnoj kemiji"                                                |
| 1999.  |                  | Ahmed Hassan Zewail                                 | Egipat SAD                         | "za njegove studije tranzacije stanja kemijskih reakcija koristeći femtosekundarnu spektroskopiju"                  |
| 2000.  |                  | Alan Jay Heeger                                     | SAD                                | "za otkriće i razvoj vodljivih polimera"                                                                            |
| 2000.  |                  | Alan Graham MacDiarmid                              | Novi Zeland SAD                    | "za otkriće i razvoj vodljivih polimera"                                                                            |
| 2000.  |                  | Hideki Shirakawa                                    | Japan                              | "za otkriće i razvoj vodljivih polimera"                                                                            |
| 2001.  |                  | William Standish Knowles                            | SAD                                | "za njegov rad na kiralno kataliziranim hidriranim reakcijama"                                                      |
| 2001.  |                  | Ryoji Noyori                                        | Japan                              | "za njegov rad na kiralno kataliziranim hidriranim reakcijama"                                                      |
| 2001.  |                  | Karl Barry Sharpless                                | SAD                                | "za rad na kiralno kataliziranim oksidacijskim reakcijama"                                                          |
| 2002.  |                  | John Bennett Fenn                                   | SAD                                | "za razvoj metoda za identifikaciju i strukturnu analizu bioloških makromolekula"                                   |
| 2002.  |                  | Koichi Tanaka                                       | Japan                              | "za razvoj metoda za identifikaciju i strukturnu analizu bioloških makromolekula"                                   |
| 2002.  |                  | Kurt Wüthrich                                       | Švicarska                          | "za razvoj metoda za identifikaciju i strukturnu analizu bioloških makromolekula"                                   |
| 2003.  |                  | Peter Agre                                          | SAD                                | "za otkrića u svezi ionskih kanala u staničnim membranama"                                                          |
| 2003.  |                  | Roderick MacKinnon                                  | SAD                                | "za otkrića u svezi ionskih kanala u staničnim membranama"                                                          |
| 2004.  |                  | Aaron Ciechanover                                   | Izrael                             | "za otkriće of ubikvitinske proteinske degradacije"                                                                 |
| 2004.  |                  | Avram Hershko                                       | Izrael                             | "za otkriće of ubikvitinske proteinske degradacije"                                                                 |
| 2004.  |                  | Irwin Rose                                          | SAD                                | "za otkriće of ubikvitinske proteinske degradacije"                                                                 |
| 2005.  |                  | Yves Chauvin                                        | Francuska                          | "za razvitak metode olefinske metateze u organskoj sintezi"                                                         |
| 2005.  |                  | Robert Howard Grubbs                                | SAD                                | "za razvitak metode olefinske metateze u organskoj sintezi"                                                         |
| 2005.  |                  | Richard Royce Schrock                               | SAD                                | "za razvitak metode olefinske metateze u organskoj sintezi"                                                         |
| 2006.  |                  | Roger David Kornberg                                | SAD                                | "za proučavanje molekularne baze eukariotske transkripcije"                                                         |
| 2007.  |                  | Gerhard Ertl                                        | Njemačka                           | "za proučavanje kemijskih procesa na čvrstim površinama"                                                            |
| 2008.  |                  | Osamu Shimomura                                     | Japan                              | "za otkriće i razvoj zelenog fluorescentnog proteina (GFP)"                                                         |
| 2008.  |                  | Martin Chalfie                                      | SAD                                | "za otkriće i razvoj zelenog fluorescentnog proteina (GFP)"                                                         |
| 2008.  |                  | Roger Yonchien Tsien                                | SAD                                | "za otkriće i razvoj zelenog fluorescentnog proteina (GFP)"                                                         |
| 2009.  |                  | Venkatraman Ramakrishnan                            | Ujedinjeno Kraljevstvo             | "za proučavanje strukture i funkcije ribosoma"                                                                      |
| 2009.  |                  | Thomas Arthur Steitz                                | SAD                                | "za proučavanje strukture i funkcije ribosoma"                                                                      |
| 2009.  |                  | Ada E. Yonath                                       | Izrael                             | "za proučavanje strukture i funkcije ribosoma"                                                                      |
| 2010.  |                  | Richard F. Heck                                     | SAD                                | "„za međuspojne reakcije katalizirane paladijumom pri organskim sintezama“                                          |
| 2010.  |                  | Ei-ichi Negishi                                     | Japan                              | "„za međuspojne reakcije katalizirane paladijumom pri organskim sintezama“                                          |
| 2010.  |                  | Akira Suzuki                                        | Japan                              | "„za međuspojne reakcije katalizirane paladijumom pri organskim sintezama“                                          |
| 2011.  |                  | Dan Shechtman                                       | Izrael                             | "za otkriće kvazi-kristala"                                                                                         |
| 2012.  |                  | Brian Kobilka                                       | SAD                                | " za otkriće funkcioniranja receptora vezanih na G-protein (GPCR)"                                                  |
| 2012.  |                  | Robert Lefkowitz                                    | SAD                                | " za otkriće funkcioniranja receptora vezanih na G-protein (GPCR)"                                                  |
| 2013.  |                  | Martin Karplus                                      | Austrija SAD                       | "za razvoj računalnih modela složenih kemijskih procesa"                                                            |
| 2013.  |                  | Michael Levitt                                      | Izrael Ujedinjeno Kraljevstvo SAD  | "za razvoj računalnih modela složenih kemijskih procesa"                                                            |
| 2013.  |                  | Arieh Warshel                                       | Izrael SAD                         | "za razvoj računalnih modela složenih kemijskih procesa"                                                            |
| 2014.  |                  | Eric Betzig                                         | SAD                                | "za razvitak fluorescentne mikroskopije visoke razlučivosti"                                                        |
| 2014.  |                  | Stefan Walter Hell                                  | Rumunjska Njemačka                 | "za razvitak fluorescentne mikroskopije visoke razlučivosti"                                                        |
| 2014.  |                  | William Esco Moerner                                | SAD                                | "za razvitak fluorescentne mikroskopije visoke razlučivosti"                                                        |
| 2015.  |                  | Tomas Lindahl                                       | Švedska SAD                        | "za radove o otkrivanju načina na koji stanice obnavljaju oštećeni DNK"                                             |
| 2015.  |                  | Paul Lawrence Modrich                               | SAD                                | "za radove o otkrivanju načina na koji stanice obnavljaju oštećeni DNK"                                             |
| 2015.  |                  | Aziz Sancar                                         | Turska SAD                         | "za radove o otkrivanju načina na koji stanice obnavljaju oštećeni DNK"                                             |
| 2016.  |                  | Jean-Pierre Sauvage                                 | Francuska                          | "za dizajn i sintezu molekularnih strojeva"                                                                         |
| 2016.  |                  | Fraser Stoddart                                     | Ujedinjeno Kraljevstvo SAD         | "za dizajn i sintezu molekularnih strojeva"                                                                         |
| 2016.  |                  | Ben Feringa                                         | Nizozemska                         | "za dizajn i sintezu molekularnih strojeva"                                                                         |
| 2017.  |                  | Jacques Dubochet                                    | Švicarska                          | "za razvoj krio-elektronske mikroskopije za određivanje biomolekula u otopini visoke rezolucije"                    |
| 2017.  |                  | Joachim Frank                                       | Njemačka                           | "za razvoj krio-elektronske mikroskopije za određivanje biomolekula u otopini visoke rezolucije"                    |
| 2017.  |                  | Richard Henderson                                   | Škotska                            | "za razvoj krio-elektronske mikroskopije za određivanje biomolekula u otopini visoke rezolucije"                    |
| 2018.  |                  | Frances Arnold                                      | SAD                                | "za fagski prikaz peptida i antitijela"                                                                             |
| 2018.  |                  | George Smith                                        | SAD                                | "za fagski prikaz peptida i antitijela"                                                                             |
| 2018.  |                  | sir Gregory Winter                                  | Ujedinjeno Kraljevstvo             | "za fagski prikaz peptida i antitijela"                                                                             |
| 2019.  |                  | John Goodenough                                     | SAD                                | "za razvoj litij-ionskih baterija"                                                                                  |
| 2019.  |                  | M. Stanley Whittingham                              | Ujedinjeno Kraljevstvo             | "za razvoj litij-ionskih baterija"                                                                                  |
| 2019.  |                  | Akira Yoshino                                       | Japan                              | "za razvoj litij-ionskih baterija"                                                                                  |
| 2020.  |                  | Emmanuelle Charpentier                              | Francuska Njemačka                 | "za postignuća u istraživanju metode prepravljanja genoma, poznate kao CRIPSR-Cas9"                                 |
| 2020.  |                  | Jennifer Doudna                                     | SAD                                | "za postignuća u istraživanju metode prepravljanja genoma, poznate kao CRIPSR-Cas9"                                 |
| 2021.  |                  | Benjamin List                                       | Njemačka                           | "za razvoj asimetrične organokatalize"                                                                              |
| 2021.  |                  | David MacMillan                                     | Ujedinjeno Kraljevstvo             | "za razvoj asimetrične organokatalize"                                                                              |
| 2022.  |                  | Carolyn R. Bertozzi                                 | SAD                                | "za razvoj kemije klikova i bioortogonalne kemije"                                                                  |
| 2022.  |                  | Morten Meldal                                       | Danska                             | "za razvoj kemije klikova i bioortogonalne kemije"                                                                  |
| 2022.  |                  | Karl Barry Sharpless                                | SAD                                | "za razvoj kemije klikova i bioortogonalne kemije"                                                                  |
| 2023.  |                  | Moungi Bawendi                                      | Francuska                          | "za otkriće i razvoj kvantnih točaka"                                                                               |
| 2023.  |                  | Louis Brus                                          | SAD                                | "za otkriće i razvoj kvantnih točaka"                                                                               |
| 2023.  |                  | Aleksej Jekimov                                     | Rusija                             | "za otkriće i razvoj kvantnih točaka"                                                                               |

## Vanjske poveznice
- Službena stranica Švedske akademije znanosti  Arhivirana inačica izvorne stranice od 16. prosinca 2008. (Wayback Machine) (šved.) (engl.)

### Ostali projekti
|  | Zajednički poslužitelj ima još gradiva o temi Nobelova nagrada za kemiju |